# Küçükdoğanca, Keşan
Küçükdoğanca là một xã thuộc huyện Keşan, tỉnh Edirne, Thổ Nhĩ Kỳ. Dân số thời điểm năm 2011 là 371 người.